# Kūh Zīn
Kūh Zīn (persiska: كوه زين, كِزَن, گُزين, گَزين) är en ort i Iran.   Den ligger i provinsen Zanjan, i den nordvästra delen av landet, 220 km väster om huvudstaden Teheran. Kūh Zīn ligger 1 949 meter över havet och antalet invånare är 402.
Terrängen runt Kūh Zīn är kuperad åt nordost, men åt sydväst är den platt. Runt Kūh Zīn är det ganska tätbefolkat, med 80 invånare per kvadratkilometer. Närmaste större samhälle är Alvand, 11,1 km sydost om Kūh Zīn. Trakten runt Kūh Zīn består i huvudsak av gräsmarker.